# Acinonyx kurteni
Acinonyx kurteni (лат.) — вид вымерших гепардов из плиоцена Китая. Видовое название дано в честь Бьёрна Олафа Леннартсона Куртена (1924—1988) — палеонтолога, внёсшего значительный вклад в изучение эволюции плотоядных.

## Распространение
Китай: «Hezheng», Linxia basin, юго-восточная часть провинции Ганьсу.

## Описание
Обитал в период от 2,5 млн до 11 тыс. лет тому назад. Вид был описан по сохранившемуся черепу (голотип SHNM8.1.07; Shanghai Science and Technology Museum; Китай) в 2008 году П. Христиансеном и Дж. Мажаком (Christiansen and Mazák, 2008). Кладистический анализ показал, что новый вид наиболее примитивный в составе всего рода Acinonyx. Его открытие поддерживает гипотезу происхождения гепардов в Старом Свете. По некоторым признакам вымерший вид близок к современному виду гепардов Acinonyx jubatus, но его зубы демонстрируют примитивные черты.